# José Llanusa
José Llanusa Gobel (L'Avana, 11 agosto 1925 – L'Avana, 14 luglio 2007) è stato un cestista cubano.

## Carriera
Ha disputato sei partite ai Giochi della XIV Olimpiade segnando 24 punti.